# Цакоев, Сармат Робертович
Сарма́т Ро́бертович Цако́ев (род. 8 февраля 2000, Владикавказ, Северная Осетия) — российский тхэквондист, двукратный чемпион Европы, серебряный призер командного чемпионата мира 2018 года, двукратный победитель первенства Европы до 21 года, победитель первенства мира по юниорам 2016 года, мастер спорта международного класса.

## Биография
Родился 8 февраля 2000 года в городе Владикавказ (Северная Осетия — Алания). Спортивный путь начал с 2006 года под руководством Хлоева Тамерлана Альбертовича. С 2017 года начал тренироваться у Оганесянца Аветиса Герамовича и по сегодняшний день занимается во дворце спорта тхэквондо (Владикавказ). Член сборной России с 2018 года. На всероссийских соревнованиях выступает за республику Северная Осетия Алания. С 2021 года выступает за клуб ЦСКА.

## Достижения
- Чемпион Европы (2021), серебряный призер чемпионата Европы (2018).
- Чемпион Европы по олимпийским весовым категориям (2019).
- Серебряный призер Командного чемпионата мира (2018).
- Бронзовый призер Командного кубка мира (2019).
- Чемпион России (2018,2020), Серебряный призер Чемпионата России (2019,2021), Бронзовый призер Чемпионата России (2021).
- Двукратный победитель Европы до 21 года (2018, 2019).
- Победитель Первенства мира по юниорам (2016).
- Чемпион Кубка президента (2018,2022).
- Чемпион Кубка России (2017,2020).